# UFC 248
UFC 248: Adesanya vs. Romero（ユーエフシー・ツーフォーティエイト：アデサンヤ・バーサス・ロメロ）は、アメリカ合衆国の総合格闘技団体「UFC」の大会の一つ。2020年3月7日、ネバダ州ラスベガスのT-モバイル・アリーナで開催された。

## 大会概要
本大会では、王者イスラエル・アデサンヤと挑戦者ヨエル・ロメロによるUFC世界ミドル級タイトルマッチ、王者ジャン・ウェイリーと挑戦者ヨアナ・イェンジェイチックによるUFC世界女子ストロー級タイトルマッチが組まれた。

## 試合結果

### アーリープレリム
第1試合 バンタム級 5分3R
○  ダナー・バットゲレル vs.  グイド・カネッティ ×
1R 3:01 KO（左フック→パウンド）
第2試合 フェザー級 5分3R
○  ギガ・チカゼ vs.  ジャマル・エマース ×
3R終了 判定2-1（29-28、28-29、29-28）

### プレリミナリーカード
第3試合 ミドル級 5分3R
○  ジェラルド・マーシャート vs.  デロン・ウィン ×
3R 2:13 リアネイキドチョーク
第4試合 ミドル級　5分3R
○  ホドウフォ・ヴィエイラ vs.  サパルベク・サファロフ ×
1R 2:58 肩固め
第5試合 ライト級 5分3R
○  マルク・O・マドセン vs.  オースティン・ハバード ×
3R終了 判定3-0（29-28、29-28、29-28）
第6試合 バンタム級 5分3R
○  ショーン・オマリー vs.  ホセ・キニョネス ×
1R 2:02 TKO（右ハイキック→パウンド）

### メインカード
第7試合 ウェルター級 5分3R
○  アレックス・オリベイラ vs.  マックス・グリフィン ×
3R終了 判定2-1（28-29、29-28、29-28）
第8試合 ウェルター級 5分3R
○  ニール・マグニー vs.  リー・ジンリャン ×
3R終了 判定3-0（30-27、30-27、30-27）
第9試合 ライト級 5分3R
○  ベニール・ダリウシュ vs.  ドラッカー・クロース ×
2R 1:00 KO（左ストレート）
第10試合 UFC世界女子ストロー級タイトルマッチ 5分5R
○  ジャン・ウェイリー vs.  ヨアナ・イェンジェイチック ×
5R終了 判定2-1（48-47、47-48、48-47）
※ウェイリーが王座の初防衛に成功。
第11試合 UFC世界ミドル級タイトルマッチ 5分5R
○  イスラエル・アデサンヤ vs.  ヨエル・ロメロ ×
5R終了 判定3-0（48-47、48-47、49-46）
※アデサンヤが王座の初防衛に成功。

### 各賞
ファイト・オブ・ザ・ナイト：ジャン・ウェイリー vs. ヨアナ・イェンジェイチック
パフォーマンス・オブ・ザ・ナイト：ベニール・ダリウシュ、ショーン・オマリー
各選手にはボーナスとして5万ドルが授与された。

### カード変更
負傷などによるカードの変更は以下の通り。